# Елизаветовка (село, Приморский район)
Елизаве́товка (укр. Єлизаветівка) — село,
Елизаветовский сельский совет,
Приморский район,
Запорожская область,
Украина.
Код КОАТУУ — 2324881302. Население по переписи 2001 года составляло 932 человека.

## Географическое положение
Село Елизаветовка находится на правом берегу реки Чокрак,
выше по течению на расстоянии в 4,5 км расположено село Елисеевка,
на противоположном берегу — село Долинское (Бердянский район).
На расстоянии в 1 км расположен посёлок Елизаветовка
По селу протекает пересыхающий ручей с запрудой.

## История
- 1862 год — дата основания.

## Объекты социальной сферы
- Школа.
- Дом культуры.